# IC 1013
IC 1013 је спирална галаксија у сазвјежђу Волар која се налази на листи објеката дубоког неба у Индекс каталогу.
Деклинација објекта је + 25° 50' 19" а ректасцензија 14h 27m 50,8s. Привидна величина (магнитуда) објекта IC 1013 износи 14,6 а фотографска магнитуда 15,4. IC 1013 је још познат и под ознакама MCG 4-34-30, CGCG 133-60, PGC 51643.